# Jonida Maliqi

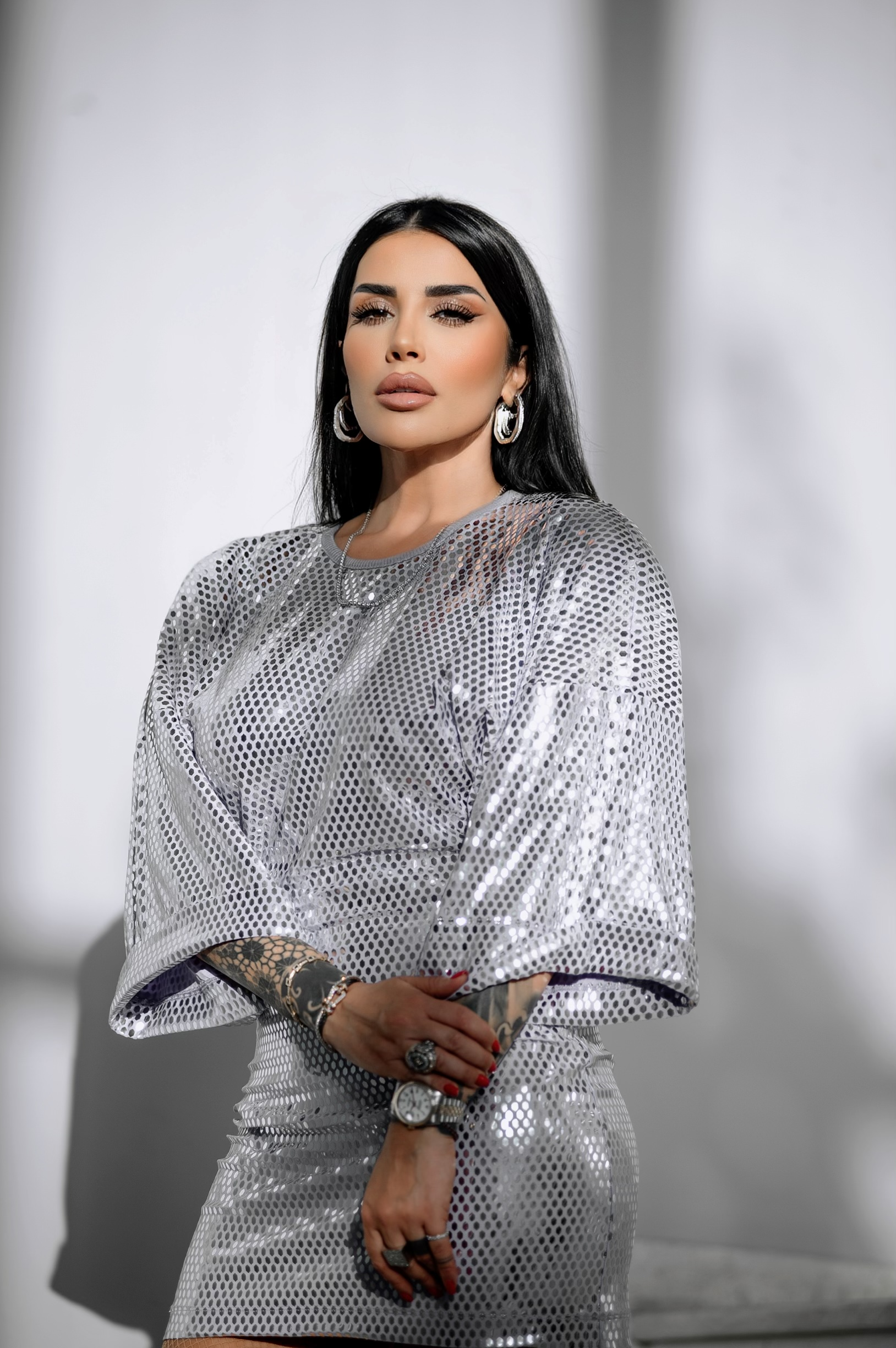
Jonida Maliqi (2022)

Jonida Maliqi (* 26. März 1983 in Tirana) ist eine albanische Sängerin.

## Leben und Karriere
Geboren in der Hauptstadt Tirana, begann Maliqi ihre musikalische Karriere beim Festivali i Këngës 1995. Beim bedeutenden Musikfestival nahm sie als Zwölfjährige zusammen mit Aleksandër Rrapi und dem Lied Planeti i fëmijëve teil. Gewinnen konnten die beiden das Festival allerdings nicht. 1997 nahm Maliqi erneut am Festival teil. Dieses Mal sang sie zusammen mit Kastriot Tusha ein Lied über Mutter Teresa. Aber auch hier konnte sie das Festival nicht gewinnen. 1999 startete sie dann ihre Solokarriere und nahm mit dem Lied Do jetoj pa ty zum bereits dritten Mal am Festivali i Këngës teil, wo sie dann den zweiten Platz belegte. Auch 2000, 2001, 2002, 2004, 2006 und 2007 nahm sie jeweils als Solokünstlerin teil, konnte den Sieg bis dahin aber nicht erreichen. Auch bei den Musikfestivals Kënga Magjike (1999, 2002, 2003, 2004, 2005, 2008, 2011, 2013), Nota Fest (2002), PoliFest (2002) Mikrofoni i Artë (2004) und Top Fest (2006, 2007, 2010) war sie Teilnehmerin. Den Wettbewerb Kënga Magjike 2008 auf TV Klan gewann Maliqi.
Erst zum Festivali i Këngës 2018 kehrte sie als Solokünstlerin zum Festivali i Këngës zurück und konnte im zehnten Anlauf den Wettbewerb gewinnen. Als Siegerin erhielt sie das Recht darauf, Albanien beim Eurovision Song Contest 2019 in Tel Aviv, Israel, zu repräsentieren. Ihr Lied Ktheju tokës (dt.: Kehre zurück ins Land) wurde von Eriona Rushiti geschrieben und wurde auch beim ESC auf Albanisch vorgetragen. Sie erreichte das Finale des Wettbewerbs, wo sie mit 90 Punkten den 17. Platz belegte.
Neben ihrer Tätigkeit als Sängerin, tritt Maliqi auch als Moderatorin in Erscheinung. 2012 moderierte sie beispielsweise die Sendung Dua vendin tim. 2014 moderierte sie die vierte Staffel der albanischen Sendung Dancing with the Stars. Dazu fungierte sie 2016 in der Sendung The Voice of Albania als Coach.

## Diskografie
- 2005: Nuk të pres[7]
- 2013: Jonida Maliqi